# Lochum
Lochum település Németországban, Rajna-vidék-Pfalz tartományban. Lakosainak száma 312 fő (2023. december 31.).

## Népesség
A település népességének változása:
| Lakosok száma | 287  | 316  | 300  | 319  | 322  | 319  | 312  |
|               | 1975 | 2014 | 2017 | 2019 | 2021 | 2022 | 2023 |